# Klint 10 (Wernigerode)

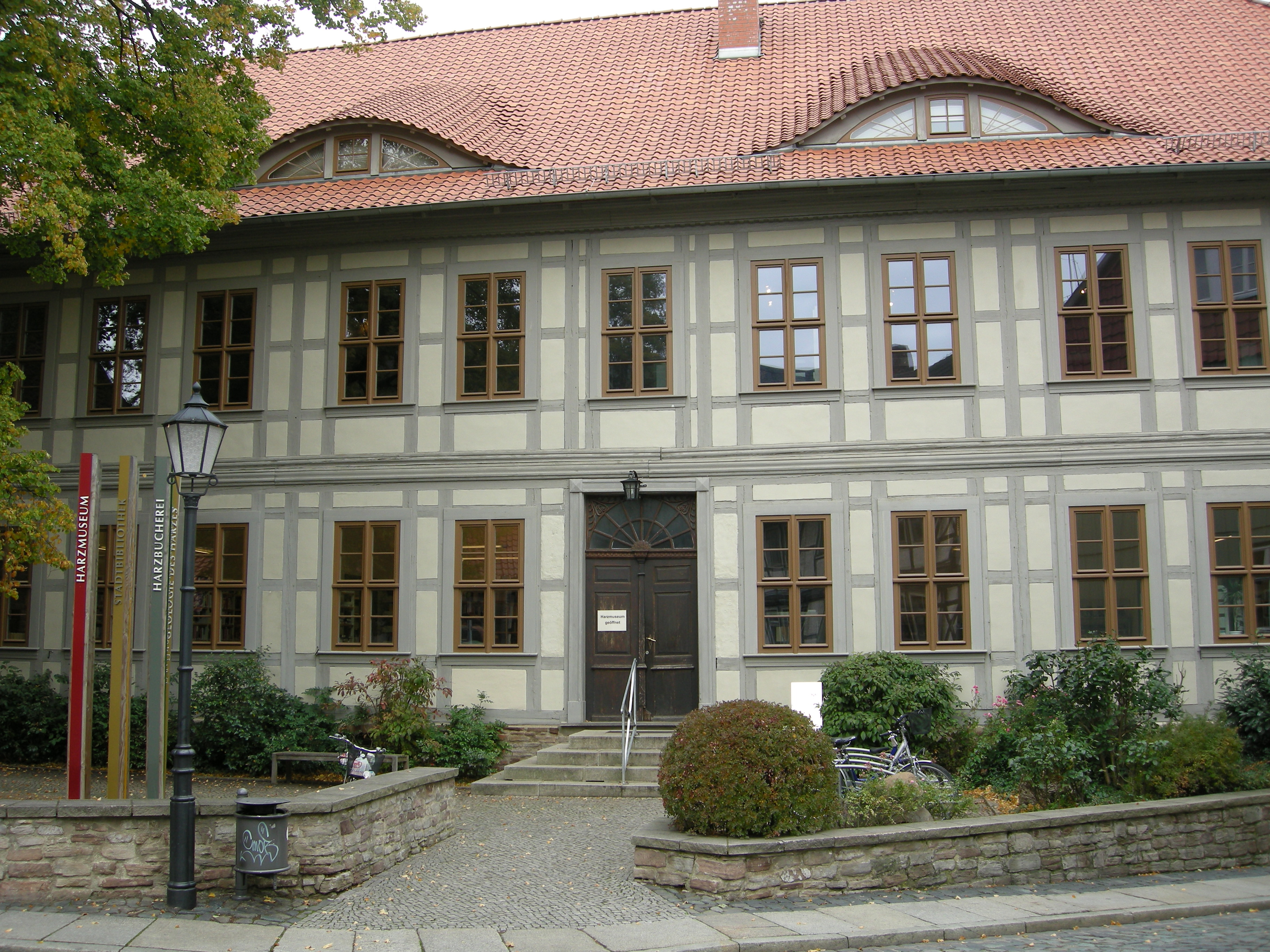
Klint 10 in Wernigerode, 2008

Das Haus Klint 10 ist ein denkmalgeschütztes Haus in Wernigerode, Landkreis Harz, in Sachsen-Anhalt. Es beherbergt das Harzmuseum Wernigerode.

## Architektur und Geschichte
Es handelt sich um einen Gebäudekomplex aus dem 15. bis 19. Jahrhundert. Das Hauptgebäude wurde im klassizistischen Baustil errichtet. Auf dem Dach befinden sich mehrere sogenannte Fledermausgauben.
An dieser Stelle befanden sich noch im Jahre 1821 die beiden Häuser Klint 4 und 5. Das größere von beiden Gebäuden war das herrschaftliche Haus auf dem Klint, das den Grafen zu Stolberg gehörte. Der Vorgängerbau war ab 1593 für einige Zeit gräfliche Kanzlei und das Gebäude der gräflichen Regierung.
Nach Verlegung der Kanzlei wurde das Gebäude die Wohnung des Kanzlei- dann Regierungsdirektors. Bis 1808 wohnte der frühere gräfliche Rat und spätere westphälische Friedensrichter Johann Gottfried Daniel Dreyzehner († 1816) in diesem Gebäude, bevor er in den Leininger Hof nach Ilsenburg umzog. 1808 pachtete der westphälische Friedensrichter Hopstock das Gebäude der Alten Kanzlei. 1821 kaufte Christian Heinrich Delius die Gebäude Klint 4 und 5 und sorgte für deren Um- und teilweisen Neubau in der heute noch vorhandenen äußeren Bauform. Dabei rückte er auch die Straßenfassade etwas nach hinten, so dass dort noch heute Frei- und Grünflächen sind.
Bis 1918 war das Gebäude Klint 10 in Privatbesitz. Danach zogen Polizei und städtische Bauverwaltung dort ein. 1955 öffnete hier das Harzmuseum, später zog auch die Stadtbibliothek mit Kinderbibliothek ein und die Harzbücherei in das angrenzende Gebäude. Die Dauerausstellung im Harzmuseum Klint 10 unterteilt sich in einen naturwissenschaftlichen Bereich und einen, der sich mit der Stadtgeschichte von Wernigerode und Kunst im Harz beschäftigt.
Im örtlichen Denkmalverzeichnis ist das Haus als Baudenkmal unter der Erfassungsnummer 94 02495 verzeichnet.

## Lage
Der Klint befindet sich im südlichen Teil der Wernigeröder Innenstadt unweit des Marktplatzes. Es ist der älteste und leicht erhöhte Siedlungsbereich in der Stadt Wernigerode.